# 阿梅代奥·安布龙
阿梅代奥·安布龙（義大利語：Amedeo Ambron，1939年1月23日—），意大利前男子水球运动员。他曾代表意大利国家队参加1960年夏季奥林匹克运动会水球比赛，结果获得一枚金牌。